# Artjom Wiktorowitsch Walintejew
Artjom Wiktorowitsch Walintejew (russisch Артём Викторович Валинтеев, wiss. Transliteration Artëm Viktorovič Valinteev; * 15. Oktober 1983 in Tomsk) ist ein ehemaliger russischer Freestyle-Skier. Er startete in den Buckelpisten-Disziplinen Moguls und Dual Moguls.

## Werdegang
Walintejew nahm zu Beginn der Saison 2002/03 in Tignes erstmals am Freestyle-Skiing-Weltcup teil, wobei er den 35. Platz im Moguls errang. Bei den folgenden Weltmeisterschaften 2003 in Deer Valley belegte er den 21. Platz im Moguls und den neunten Rang im Dual Moguls. In der Saison 2005/06 erreichte er mit Platz vier im Moguls in Špindlerův Mlýn seine erste Top-Zehn-Platzierung sowie bestes Resultat im Weltcup und zum Saisonende mit dem 30. Platz im Moguls-Weltcup sein bestes Gesamtergebnis. Zudem holte er in Krasnoe Ozero seinen ersten Sieg im Europacup und kam beim Saisonhöhepunkt, den Olympischen Winterspielen 2006 in Turin auf den 25. Platz im Moguls. Bei den Weltmeisterschaften im folgenden Jahr in Madonna di Campiglio belegte er den 13. Platz im Moguls und den vierten Rang im Dual Moguls. In der Saison 2009/10 gewann er mit vier ersten Plätzen und einen dritten Platz die Moguls-Wertung des Europacups. Seinen 40. und damit letzten Weltcup absolvierte er im Dezember 2010 in Méribel, welchen er auf dem 11. Platz im Dual Moguls beendete.

## Erfolge

### Olympische Spiele
- 2006 Turin: 25. Platz Moguls

### Weltmeisterschaften
- 2003 Deer Valley: 9. Platz Dual Moguls, 21. Platz Moguls
- 2007 Madonna di Campiglio: 4. Platz Dual Moguls, 13. Platz Moguls

### Weltcupwertungen
| Saison  | Gesamt | Gesamt | Moguls | Moguls |
| Saison  | Platz  | Punkte | Platz  | Punkte |
| ------- | ------ | ------ | ------ | ------ |
| 2002/03 | 127.   | 2      | 45.    | 16     |
| 2005/06 | 99.    | 7      | 30.    | 77     |
| 2006/07 | 85.    | 7      | 31.    | 71     |
| 2007/08 | 125.   | 4      | 36.    | 45     |
| 2008/09 | 157.   | 2      | 42.    | 18     |
| 2009/10 | 104.   | 5      | 37.    | 54     |
| 2010/11 | 141.   | 3      | 38.    | 30     |

### Europacup
- Saison 2009/10: 1. Platz Moguls-Wertung
- 10 Podestplätze, davon 5 Siege